# Vijaleta Skvarcova
Vijaleta Maksimaŭna Skvarcova, talvolta accreditata come Violetta Skvartsova (in bielorusso Віялета Максімаўна Скварцова?; tr.en.: Viyaleta Maksimovna Skvartsova; Vicebsk, 15 aprile 1998), è una triplista bielorussa.

## Biografia
Skvarcova si è avvicinata all'atletica leggera ad 11 anni, esordendo internazionalmente nel 2015 in Colombia nel salto in lungo ai Mondiali allievi, arrivando settima. Nel 2017, in Italia, disputa entrambe le gare di salti in estensione agli Europei juniores, finendo prima in quella di salto triplo. Nel corso della cerimonia di premiazione ha rischiato di essere squalificata per essersi allontanata dal podio sentendo risuonare l'inno della Bosnia-Erzegovina anziché quello bielorusso. La cerimonia è stata in seguito ripetuta con le dovute scuse.
Nel 2018 ha debuttato con la nazionale seniores agli Europei di Germania e l'anno seguente ha vinto una medaglia di bronzo agli Europei under 23 in Svezia.

## Palmarès
| Anno | Manifestazione  | Sede      | Evento         | Risultato | Prestazione | Note |
| ---- | --------------- | --------- | -------------- | --------- | ----------- | ---- |
| 2015 | Mondiali U18    | Cali      | Salto in lungo | 7ª        | 6,19 m      |      |
| 2016 | Mondiali U20    | Bydgoszcz | Salto in lungo | 14ª (q)   | 5,52 m      |      |
| 2017 | Europei U20     | Grosseto  | Salto in lungo | 12ª       | 5,89 m      |      |
| 2017 | Europei U20     | Grosseto  | Salto triplo   | Oro       | 14,21 m     |      |
| 2018 | Europei         | Berlino   | Salto triplo   | 21ª (q)   | 13,82 m     |      |
| 2019 | Europei U23     | Gävle     | Salto triplo   | Bronzo    | 13,79 m     |      |
| 2021 | Europei indoor  | Toruń     | Salto triplo   | 4ª        | 14,35 m     |      |
| 2021 | Giochi olimpici | Tokyo     | Salto triplo   | 18ª (q)   | 14,05 m     |      |